# Red Right Hand
Red Right Hand – piosenka zespołu Nick Cave and the Bad Seeds wydana na trzecim singlu, który promował album Let Love In.

## Lista utworów
1. „Red Right Hand” (Cave, Harvey, Wydler)
2. „That’s What Jazz Is to Me” (Cave)
3. „Where the Action Is” (Cave)

Tytuł utworu został zaczerpnięty z poematu epickiego Raj utracony autorstwa Johna Miltona.
„Red Right Hand” został wielokrotnie wykorzystany w kinematografii jako podkład muzyczny. Utwór wykorzystano m.in. w trylogii filmów pod tytułem Krzyk, oraz jako jeden z głównych motywów muzycznych w serialu Peaky Blinders.